# Prowincja Cà Mau
Cà Mau wymowaⓘ – prowincja Wietnamu, znajdująca się w południowej części kraju, w Regionie Delty Mekongu.

## Podział administracyjny
W skład prowincji Cà Mau wchodzi osiem dystryktów oraz jedno miasto.
- Miasta:

1. Cà Mau

- Dystrykty:

1. Cái Nước
2. Đầm Dơi
3. Năm Căn
4. Ngọc Hiển
5. Phú Tân
6. Thới Bình
7. Trần Văn Thời
8. U Minh